# Vackerängstjärnen
Vackerängstjärnen är en sjö i Årjängs kommun i Värmland och ingår i Göta älvs huvudavrinningsområde. Sjöns area är 0,023 kvadratkilometer och den befinner sig 281 meter över havet.